# Stylidium perplexum
Stylidium perplexum este o specie de plante dicotiledonate din genul Stylidium, familia Stylidiaceae, ordinul Asterales, descrisă de Wege. Conform Catalogue of Life specia Stylidium perplexum nu are subspecii cunoscute.